# Groupuscules se réclamant héritiers de l'OAS
L'Organisation de l'armée secrète (OAS) est un groupe terroriste d'extrême-droite apparu en 1961 au cours de la Guerre d'Algérie, et qui a cessé ses activités en 1965. Bien que le groupe ait disparu au cours des années 1960, deux groupuscules se réclamant héritiers de l'OAS sont apparus pour une brève durée en 2017. Le premier était constitué d'une dizaine d'individus, le second était constitué d'un seul et unique adolescent. N'ayant rien de comparable à une renaissance de leur modèle, ils sont cependant le résultat de l'influence que l'OAS continue d'exercer sur une partie de l'ultradroite.

## Groupuscules se réclamant héritiers de l'OAS en 2017 et 2018

### OAS de Logan Nisin
En octobre 2017, une cellule terroriste d'extrême-droite se faisant appeler OAS pour se réclamer de l'OAS historique – elle s'inspire également d'Anders Breivik, terroriste norvégien d'extrême-droite – est démantelée. Elle se composait de huit personnes, réunies autour de l'ex-militant du groupe royaliste Action française Logan Nisin. La cellule avait prévu des attentats contre des kebabs, lieux de culte, surtout des mosquées (notamment celle de Vitrolles alors en construction), des  hommes politiques  — Jean-Luc Mélenchon, le chef de La France insoumise sera mentionné par la presse comme une cible, toutefois, celui-ci sera débouté de sa demande de partie civile. Le porte-parole du gouvernement Christophe Castaner sera lui en revanche évoqué comme cible potentielle. —, des personnes d'origine nord-africaine ou personnes noires, et des militants antifascistes, ainsi que des projets de racket sur des chefs d'entreprises. Cependant, l'arrestation de leur chef a coupé leurs projets avant qu'ils n'aient pu les mettre à exécution,,.
Le groupement était composé en plus de leur chef de deux commandants (chargé d'encadrer des cellules) et de trois cellules semi-autonomes sur les Bouches-du-rhône (la cigale, composé de trois membres), sur la Seine-saint-Denis (la 732, composé d'un membre) et sur Perpignan (composé d'un membre). 
Le 12 octobre 2021, le fondateur et chef du groupuscule OAS, Logan Nisin, est condamné par le tribunal de Paris à neuf ans de prison ferme pour « projet d'attentat terroriste ». Le numéro deux de l'organisation, est condamné à sept ans de prison avec mandat de dépôt, pour association de malfaiteurs terroriste. Quatre autres membres sont également condamnés à des peines allant de 3 et 5 années de prison ferme pour association de malfaiteurs terroristes,.
Libéré en juin 2025 après avoir réalisé la quasi-totalité de sa peine, Logan Nisin dans une vidéo se présente comme « militant nationaliste » et remercie deux organisations d'extrême droite radicale d'aide aux prisonniers pour leur soutien durant sa détention. En août 2025, Nisin l'emportera devant le tribunal administratif et fera annuler la Mesure Individuelle de Controle Administratif et de Surveillance qui le restreignait dans ses déplacements. Le tribunal estimant qu'il ne représentait plus une menace et que le fait de réaliser une vidéo de remerciement faisait partie de son droit fondamental à la liberté d'expression. 

### CDPPF
Simultanément, à l'automne 2017, un « commando de défense du peuple et de la patrie française » (CDPPF) — se réclamant également d'Anders Breivik — perpètre plusieurs attaques au marteau racistes et islamophobes à Dijon et à Chalon-sur-Saône, en réclamant la libération des membres de la cellule terroriste. Le prétendu commando menace alors de commettre un attentat lors d'un match de football entre le Dijon FCO et l'ESTAC Troyes le 18 novembre 2017 si les membres de la nouvelle OAS ne sont pas libérés. Ces menaces ne seront pas suivies d'effets. Cependant, le CDPPF changera de nom afin de s'appeler à son tour « OAS 26 septembre », et revendiquera deux tentatives d'incendie contre l'Université de Bourgogne fin 2017 et le braquage d'une pharmacie à Chalon-sur-Saône en janvier 2018. Finalement, un jeune homme de 17 ans se rendra à la police le 29 janvier 2018, expliquant être en réalité le seul membre de l'OAS 26 septembre. Il avoue être le seul coupable des agressions au marteau en septembre 2017, des menaces d'attentat en novembre 2017, des tentatives d'incendie de l'Université en Bourgogne en novembre 2017, du jet d'un engin explosif rempli d'acide le 24 novembre 2017, et du braquage de la pharmacie à Chalon-sur-Saône le 26 janvier 2018. 
Il est condamné à dix ans de prison ferme le 20 mai 2021.